# 罗姆里
罗姆里（法語：Romeries，法語發音：[ʁɔmʁi]）是法国上法蘭西大區北部省的一个市镇，属于康布雷区。

## 地理
罗姆里（50°12'9"N, 3°31'51"E）面积6.01 平方千米，位于法国上法蘭西大區北部省，该省份为法国最北部的省份及最长的省份，西北濒北海，西接加来海峡省，南至埃纳省和索姆省，东与比利时接壤。
与罗姆里接壤的市镇（或旧市镇、城区）包括：埃卡尔曼、索莱姆、旺德日欧布瓦、韦尔坦、博迪尼、博兰、讷维尔昂阿韦努瓦。

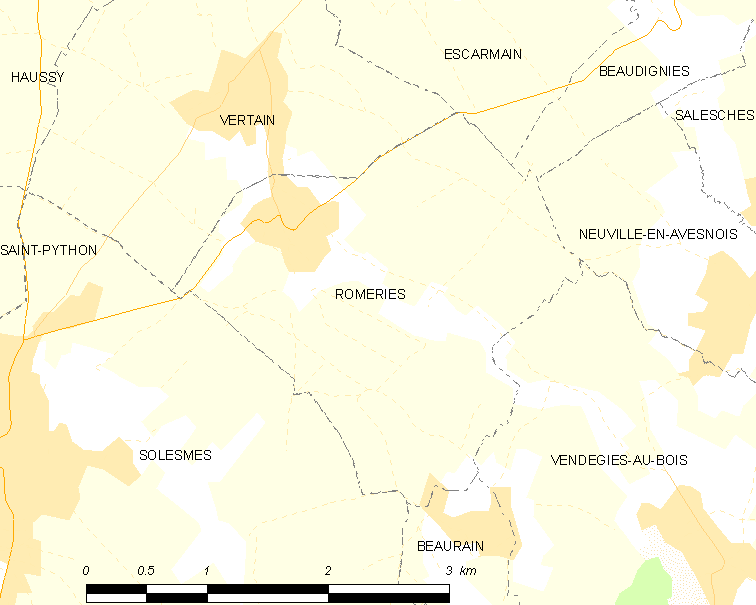
罗姆里的OSM定位图

罗姆里的时区为UTC+01:00、UTC+02:00（夏令时）。

## 行政
罗姆里的邮政编码为59730，INSEE市镇编码为59506。

## 政治
罗姆里所属的省级选区为科德里县。

## 人口

1962-2008年间罗姆里人口变化图示

罗姆里于2022年1月1日时的人口数量为480人。